# Lucy Madox Brown

Lucy Brown Rossetti, fotografiert 1873

Lucy Brown Rossetti, Kreidezeichnung von Dante Gabriel Rossetti 1874 (Koloriertes Bild)

Lucy Madox Brown (* 19. Juli 1843 in Paris; † 12. April 1894 in Sanremo) war eine britische Malerin und Schriftstellerin.

## Leben
Lucy Madox Brown war die einzige Tochter von Ford Madox Brown und Elizabeth Bromley (1818–46). Sie wurde am 19. Juli 1843 in Paris geboren. 1844 kam ließen sich die Eltern in England nieder und 1846 starb ihre Mutter. Aus einer zweiten Ehe ihres Vaters bekam sie später drei Halbgeschwister, darunter die Malerin Catherine (1850–1927) und den Autoren und Maler Oliver (1855–1874).
Zwischen 1855 und 1857 lebte sie bei den Rossettis und erhielt Unterricht von Maria Francesca und der Mutter Frances Rossetti.
Ab 1868 erhielt sie von ihrem Vater Zeichenunterricht und assistierte ihm in seinem Atelier. Sie malte hauptsächlich Aquarelle. Bereits im folgenden Jahr stellte sie in der  Royal Academy aus. Ein 1870 in der Dudley Gallery ausgestelltes Aquarell, ‘Après le Bal,’ wurde viel beachtet. Es folgten ‘Romeo and Juliet in the Vault’ (1871); ‘The Fair Geraldine’ (1872) ebenfalls Aquarelle und ‘Ferdinand and Miranda playing Chess’ (1872), sowie ‘Margaret Roper receiving the Head of her Father’ (1873). “Romeo and Juliet” aus dem Jahr 1871 (Wightwick Manor, Wolverhampton) wird allgemein als ihr Meisterwerk angesehen. Als  Modelle für Romeo and Juliet dienten Lucy ihre Halbgeschwister Cathy and Oliver.
Nach ihrer Hochzeit am 31. März 1874 mit William Michael Rossetti gab sie das Malen auf.
Sie hatten fünf Kinder, die all den Nachnamen Madox erhielten:
- September 1875 Olivia Frances Madox, heiratet 1897 Antonio Agresti
- Februar 1877 Gabriel Arthur Madox, wurde Elektro-Ingenieur mit eigener Firma, heiratet 1901 Dora Slater Lewis, Sohn: Geoffrey William Madox
- November 1879 Helen Maria Madox, malte Miniaturen, heiratete 1903 Gastone Angeli
- April 1881 Mary Elizabeth Madox, studierte u. a. Biologie, und Michael Ford Madox † 1883 (Zwillinge)[2]

1890 veröffentlichte  sie in  der ‘Eminent Women Series’ (Bedeutende Frauen) ihr Buch Life of Mrs. Shelley.
Als sie an Tuberkulose erkrankte, sollte ihr ein Aufenthalt in Italien Linderung bringen. Doch ihre Lungen versagten und sie starb im Hotel Victoria, San Remo, am 12. April 1894. Sie wurde auf dem Friedhof von La Foce in San Remo bestattet.

## Gemälde (Auswahl)
- Andre 1889
- The Duet 1870
- Ferdinand and Miranda Playing Chess 1871
- Margaret Roper Rescuing the Head of her Father 1873
- Mathilde Blind 1872
- THE TOMB SCENE FROM ROMEO AND JULIET a painting by Lucy Madox Brown
- View of Charmouth, Dorset

## Veröffentlichung
- Lucy Madox Rossetti: Mrs. Shelley. Publishers: W. H. Allen & Co., London 1890